# El Armadillo (östra Tempoal kommun)
El Armadillo är en ort i Mexiko.   Den ligger i kommunen Tempoal och delstaten Veracruz, i den sydöstra delen av landet, 240 km norr om huvudstaden Mexico City. El Armadillo ligger 116 meter över havet och antalet invånare är 184.
Terrängen runt El Armadillo är platt. Runt El Armadillo är det ganska tätbefolkat, med 72 invånare per kvadratkilometer. Närmaste större samhälle är Tantoyuca, 18,0 km sydost om El Armadillo. Omgivningarna runt El Armadillo är en mosaik av jordbruksmark och naturlig växtlighet.